# 太平镇 (鹤峰县)
太平镇是中华人民共和国湖北省恩施土家族苗族自治州鹤峰县下辖的一个镇。
2013年1月11日，湖北省民政厅批复同意撤销太平乡，设立太平镇。

## 行政区划
太平镇下辖以下村级行政区划单位：
洞长湾村、唐家村、四坪村、龙潭村、坛子洞村、茅坝村、中坪村、奇峰关村、周家坪村、槐树庄村、堰塘村、枞阳坪村、三岔口村、祝家台村、芦坪村、官屋村、水田包村和沙园村。